# Tik Tok (singel Boba Sinclara)
„Tik Tok” – singel Boba Sinclara wykonany wspólnie z Seanem Paulem oraz wydany w 2010 roku.

## Lista utworów
- CD maxi–singel (2010)[1]

1. „Tik Tok” (Radio Edit) – 3:08
2. „Tik Tok” (Club Edit) – 4:12
3. „Tik Tok” (Ilan Kahn Remix) – 5:35
4. „Tik Tok” (Michael Calfan Remix) – 5:43
5. „Tik Tok” (Joachim Garraud Remix) – 7:01
6. „Tik Tok” (Dimitri Vegas & Like Mike Remix) – 6:05
7. „Tik Tok” (Chuckie & R3hab Remix) – 3:52

- CD singel (29 listopada 2010)[2]

1. „Tik Tok” (Radio Edit) – 3:07
2. „Tik Tok” (Club Edit) – 4:11
3. „Tik Tok” (Dimitri Vegas and Like Mike Remix) – 6:01
4. „Tik Tok” (Joachim Garraud Remix) – 7:03
5. „Tik Tok” (Michael Calfan Remix) – 5:42
6. „Tik Tok” (Ilan Kahn Remix) – 5:35

- Płyta gramofonowa (2010)[3]

A1 „Tik Tok” (Club Edit) – 4:11
A2 „Tik Tok” (Joachim Garraud Remix) – 7:03
B1 „Tik Tok” (Michael Calfan Remix) – 5:42
B2 „Tik Tok” (Dimitri Vegas and Like Mike Remix) – 6:01
- Płyta gramofonowa (2010)[4]

A1 „Tik Tok” (Club Edit) – 4:11
A2 „Tik Tok” (Michael Calfan Remix) – 5:42
A3 „Tik Tok” (Chuckie & R3hab Remix) – 3:53
B1 „Tik Tok” (Joachim Garraud Remix) – 7:03
B2 „Tik Tok” (Dimitri Vegas And Like Mike Remix) – 6:01

## Notowania na listach przebojów
| Kraj              | Lista (2010, 2011) | Najwyższa pozycja |
| ----------------- | ------------------ | ----------------- |
| Belgia (Flandria) | Ultratop 50        | 18                |
| Belgia (Walonia)  | Ultratop 50        | 23                |
| Austria           | Singles Top 75     | 36                |
| Niemcy            | Top 100 Singles    | 37                |
| Holandia          | Single Top 100     | 50                |